# Лыжный хафпайп
Лыжный хафпайп — одна из дисциплин фристайла, заключающаяся в спуске на горных лыжах в хафпайпе. Дисциплина дебютировала на зимних Олимпийских играх 2014 года в Сочи. Дэвид Уайз стал первым олимпийским чемпионом в этой дисциплине.

## Организация и проведение соревнований[5]

### Требования к спортивному сооружению
| Технические характеристики    | Минимум           | Рекомендовано     | Максимум          |
| ----------------------------- | ----------------- | ----------------- | ----------------- |
| Угол наклона                  | 14°               | 16°               | 18°               |
| Длина в метрах                | 100 м             | 120 м             | 140м              |
| Ширина в метрах               | 14 м              | 16 м              | 18 м              |
| Высота ската (стены) в метрах | 3,0 м             | 3,5 м             | 4,5 м             |
| Транзит                       | 3 м               | 4 м               | 5 м               |
| Вертикаль                     | макс. 0,2 при 83° | макс. 0,2 при 83° | макс. 0,2 при 83° |

### Организация соревнований
Соревнования проводятся в два этапа: квалификация и финал.
В квалификации каждый участник имеет право совершить два заезда. В результаты квалификационных заездов идет лучший результат. По результатам квалификационных заездов определяются 6 или 12 финалистов.
Во время спуска спортсмены выполняют серию трюков. Судьи оценивают выступления участников, выставляя баллы. Оцениваются сложность трюков, высота и чистота их исполнения. Текущий мировой рекорд самого высокого прыжка на 7,59 м в халфпайпе принадлежит Питеру Оленику. 